# Diplocephalus semiglobosus
Diplocephalus semiglobosus är en spindelart som först beskrevs av Westring 1861.  Diplocephalus semiglobosus ingår i släktet Diplocephalus och familjen täckvävarspindlar. Inga underarter finns listade i Catalogue of Life.